# Gare de Haren
 (août 2025).
- Si vous ne connaissez pas le sujet, laissez ce bandeau (vous pouvez alors contacter les auteurs).
- Si vous supprimez le contenu mis en cause (vous pouvez préalablement contacter les auteurs),

argumentez précisément cette suppression dans la page de discussion
(un manque de référence n'est pas un argument ; une recherche réelle de référence doit avoir été effectuée, être formellement documentée).
 (août 2025).
La gare de Haren (néerlandais : station Haren) est une gare ferroviaire belge de la ligne 26, de Schaerbeek à Hal située à Haren, ancienne commune fusionnée dès 1921 à la commune de Bruxelles, aujourd'hui section de la ville de Bruxelles dans la région de Bruxelles-Capitale. Ce quartier dispose également de la gare de Haren-Sud (L36) à moins de 200 m, créant ainsi un pôle d'interchange intéressant mais mal développé.
Elle est mise en service aux voyageurs en 1978 par la Société nationale des chemins de fer belges (SNCB).
C'est une halte voyageurs de la SNCB, desservi par des trains Suburbains (S). Elle est la halte la plus proche du nouveau siège de l'OTAN (également sur Haren) et de nombreuses autres entreprises (SABCA, EUROCONTROL, etc.) 

## Situation ferroviaire
Établie à 36 mètres d'altitude, la gare de Haren est située au point kilométrique (PK) 4,000 de la ligne 26, de Schaerbeek à Hal, entre les gares voyageurs de Schaerbeek et de Bordet.

## Histoire
Une halte ferroviaire existait depuis 1918 à destination des maraîchers exploitant la culture du chicon. D'où le fait qu'elle était connue sous le nom gare du Witloof, qui est toujours le nom de la rue donnant accès aux quais.

### Ouverture aux voyageurs
La halte de Haren est mise en service au voyageur le 28 mai 1978 par la Société nationale des chemins de fer belges (SNCB) qui a décidé d'améliorer son offre pour les voyageurs en mettant en service des trains de voyageurs et de nouveaux points d'arrêts sur des lignes ou ne circulaient que des trains de marchandises. Cette décision a été notamment influencée par l'implantation d'entreprises en dehors du centre de Bruxelles. Elle fut d'abord connue sous le nom de gare de Haren - Tilleul (Linde) avant d'être simplement nommée gare de Haren. Sa situation au nord-est de Bruxelles fait souvent croire que l'on est déjà en Flandre, d'où des problèmes administratifs concernant l'aménagement des quais, limitant l'utilisation de la halte. Anciennement, il y avait d'autres voies à quais, permettant l'expédition de chicon - witloof[réf. nécessaire].
La cour à marchandises a depuis été désaffectée par la SNCB ; un exploitant en matériaux de construction s'est installé sur le site.

### Modernisation
Aujourd'hui, il existe toujours un embranchement vers le dépôt de Haren de la STIB permettant le transfert de rames de métro. Au nord de la halte, se situent de nombreux autres embranchements montrant l'importance de sa situation : raccords de/vers la L36 (Louvain-Liège et le Diabolo via Zaventem), de/vers la gare de formation de Schaerbeek (majoritairement sur Haren), de/vers Anvers via la LGV et l'aéroport par le Diabolo, et finalement Vilvorde-Anvers par la ligne classique. Dans les années 2000-2010, les alentours de la gare, principalement constitués de champs et de terrains en friche, ont été redéveloppés avec la création, à l'est de la gare, d'immeubles d’appartements et d'une plaine de jeu.
En 2018, la passerelle, datant vraisemblablement des années 1970, a été remplacée. La passerelle d'origine se terminait par un escalier au niveau du second quai et il fallait ensuite traverser la cour à marchandises et emprunter un escalier à flanc de coteau pour atteindre le centre de Haren. La nouvelle passerelle traverse de part en part le vallon dans lequel est située la gare et comporte une piste cyclable ; le sentier menant à Haren a également été élargi.
En 2019, les installations de la STIB sont en train d'être agrandies sur la partie sud de l'ancienne cour à marchandises. En avril 2019, les terrains bordant l'ancienne cour à marchandises ont été utilisés pour l'assemblage du nouveau pont de Haren, enjambant la ligne 36, et le découpage des anciens tabliers du pont.

## Service des voyageurs

### Accueil
Halte SNCB, c'est un point d'arrêt non géré (PANG) à accès libre. Elle est équipée d'un automate (accès partie haute de la passerelle) pour l'achat de titres de transport et d'un système d'annonces vocales automatiques des trains (PIDAAS).
Une passerelle permet la traversée des voies, le passage d'un quai à l'autre, et l'accès par les deux côtés des voies ferrées ainsi que l'accès à la gare de Haren-Sud à moins de 200 m.

### Desserte

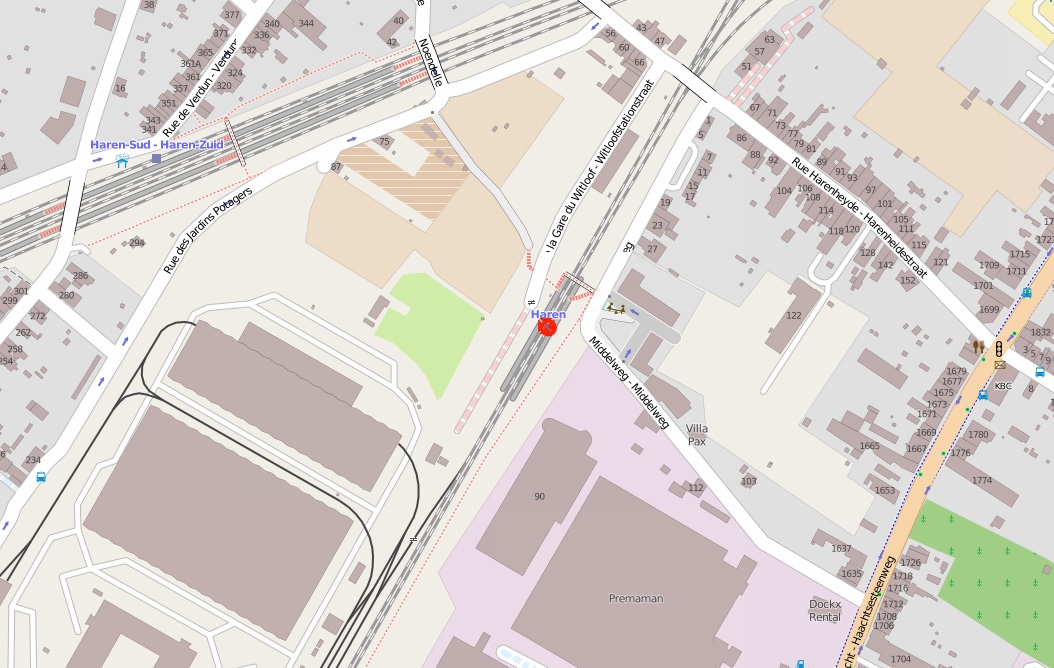
Plan de situation de la halte en 2016.

Le nombre de trains desservant Haren est moins important que celui de la gare de Bordet, située sur la même ligne, la petite longueur des quais de Haren ne permettant pas l'arrêt de tous les trains.
En semaine, Haren est desservie par trois trains Suburbains (S) toutes les heures dans chaque sens, :
- deux de la ligne S5 du RER bruxellois : Malines - Hal, Grammont, ou Enghien via Schuman et Etterbeek ;
- un de la ligne S7 du RER bruxellois : Vilvorde - Hal via Merode, Delta et Arcades.

Les week-ends et jours fériés ne circulent que les trains de la ligne S5 (un par heure) entre Malines et Hal.

### Intermodalité
Un parc pour les vélos y est aménagé.
Il n'y a pas d'arrêt de transport en commun à la sortie de la gare. Cependant, les arrêts Aérodrome (bus STIB n°21) et Brussel Harenheyde (bus De Lijn 270 et 271) se trouvent à 300 mètres de la gare.
La gare de Haren-Sud, sur la ligne 36 se trouve à 150 m, et quoi que leurs noms puissent laiiser croire, au nord-ouest ; un chemin piéton relie ces deux gares qui donnent accès à des destinations différentes. Cette dernière est fréquentée par des trains S2 qui desservent Louvain, Cortenbergh, Schaerbeek, Bruxelles-Nord, -Central et -Midi, Hal, Tubize et Braine-le-Comte.

## Comptage voyageurs
Le graphique et le tableau montrent le nombre de passagers qui en moyenne embarquent durant la semaine, le samedi et le dimanche.
| Nombre de voyageurs qui embarquent à la gare de Haren | Nombre de voyageurs qui embarquent à la gare de Haren | Nombre de voyageurs qui embarquent à la gare de Haren | Nombre de voyageurs qui embarquent à la gare de Haren |
|                                                       | Semaine                                               | Samedi                                                | Dimanche                                              |
| ----------------------------------------------------- | ----------------------------------------------------- | ----------------------------------------------------- | ----------------------------------------------------- |
| 1977                                                  | -                                                     | -                                                     | -                                                     |
| 1978                                                  | -                                                     | -                                                     | -                                                     |
| 1979                                                  | -                                                     | -                                                     | -                                                     |
| 1980                                                  | 97                                                    | -                                                     | -                                                     |
| 1981                                                  | 96                                                    | -                                                     | -                                                     |
| 1982                                                  | 81                                                    | -                                                     | -                                                     |
| 1983                                                  | 80                                                    | -                                                     | -                                                     |
| 1984                                                  | 64                                                    | -                                                     | -                                                     |
| 1985                                                  | 63                                                    | -                                                     | -                                                     |
| 1986                                                  | 44                                                    | -                                                     | -                                                     |
| 1987                                                  | 50                                                    | -                                                     | -                                                     |
| 1988                                                  | 52                                                    | -                                                     | -                                                     |
| 1989                                                  | 68                                                    | -                                                     | -                                                     |
| 1990                                                  | 42                                                    | -                                                     | -                                                     |
| 1991                                                  | 41                                                    | -                                                     | -                                                     |
| 1992                                                  | 56                                                    | -                                                     | -                                                     |
| 1993                                                  | 66                                                    | -                                                     | -                                                     |
| 1994                                                  | 99                                                    | -                                                     | -                                                     |
| 1995                                                  | 95                                                    | -                                                     | -                                                     |
| 1996                                                  | 137                                                   | -                                                     | -                                                     |
| 1997                                                  | 143                                                   | -                                                     | -                                                     |
| 1998                                                  | 178                                                   | -                                                     | -                                                     |
| 1999                                                  | 162                                                   | -                                                     | -                                                     |
| 2000                                                  | 222                                                   | -                                                     | -                                                     |
| 2001                                                  | 221                                                   | -                                                     | -                                                     |
| 2002                                                  | 211                                                   | -                                                     | -                                                     |
| 2003                                                  | 227                                                   | -                                                     | -                                                     |
| 2004                                                  | 336                                                   | -                                                     | -                                                     |
| 2005                                                  | 333                                                   | -                                                     | -                                                     |
| 2006                                                  | 299                                                   | -                                                     | -                                                     |
| 2007                                                  | 317                                                   | -                                                     | -                                                     |
| 2008                                                  | -                                                     | -                                                     | -                                                     |
| 2009                                                  | 422                                                   | -                                                     | -                                                     |
| 2010                                                  | -                                                     | -                                                     | -                                                     |
| 2011                                                  | -                                                     | -                                                     | -                                                     |
| 2012                                                  | 249                                                   | -                                                     | -                                                     |
| 2013                                                  | 248                                                   | -                                                     | -                                                     |
| 2014                                                  | 258                                                   | -                                                     | -                                                     |
| 2015                                                  | 232                                                   | -                                                     | -                                                     |
| 2016                                                  | 210                                                   | -                                                     | -                                                     |
| 2017                                                  | 229                                                   | -                                                     | -                                                     |
| 2018                                                  | 251                                                   | 28                                                    | 16                                                    |
| 2019                                                  | 276                                                   | 25                                                    | 12                                                    |
| 2020                                                  | 174                                                   | 28                                                    | 22                                                    |
| 2021                                                  | -                                                     | -                                                     | -                                                     |
| 2022                                                  | 277                                                   | 70                                                    | 31                                                    |
| 2023                                                  | 81                                                    | 66                                                    | 62                                                    |
| 2024                                                  | 186                                                   | 57                                                    | 56                                                    |

Galerie d’images
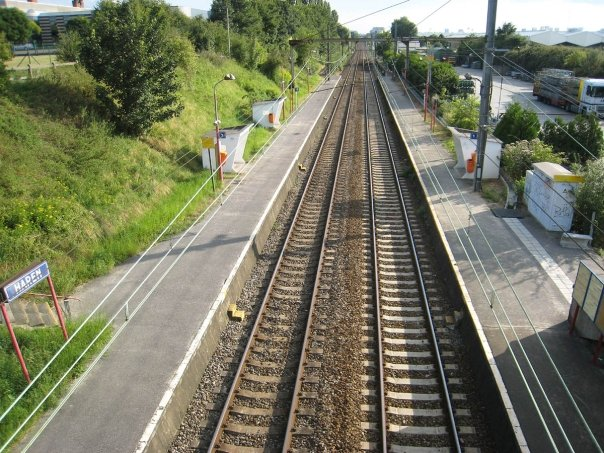
Les deux quais.
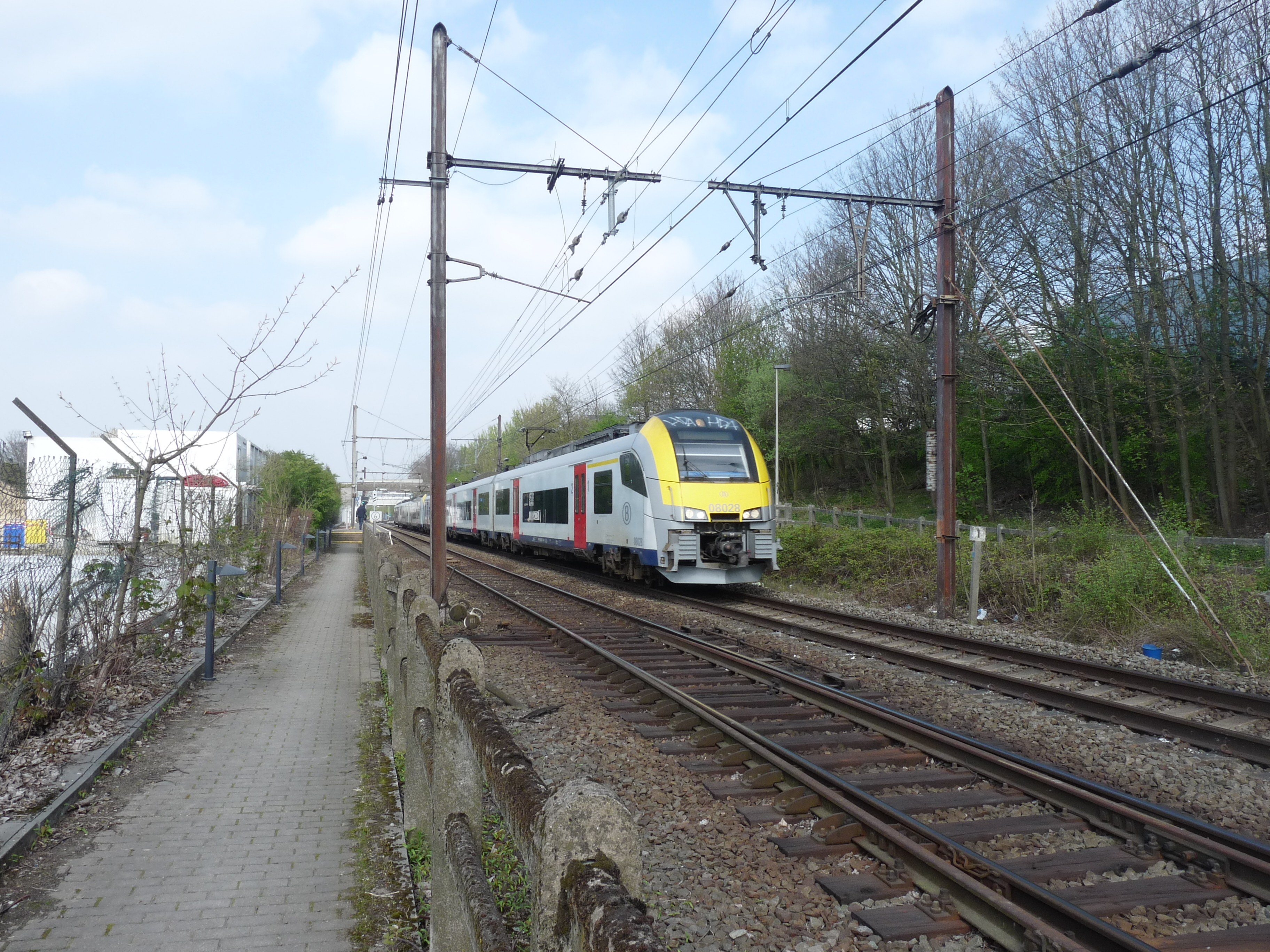
Chemin d'accès le long des voies.
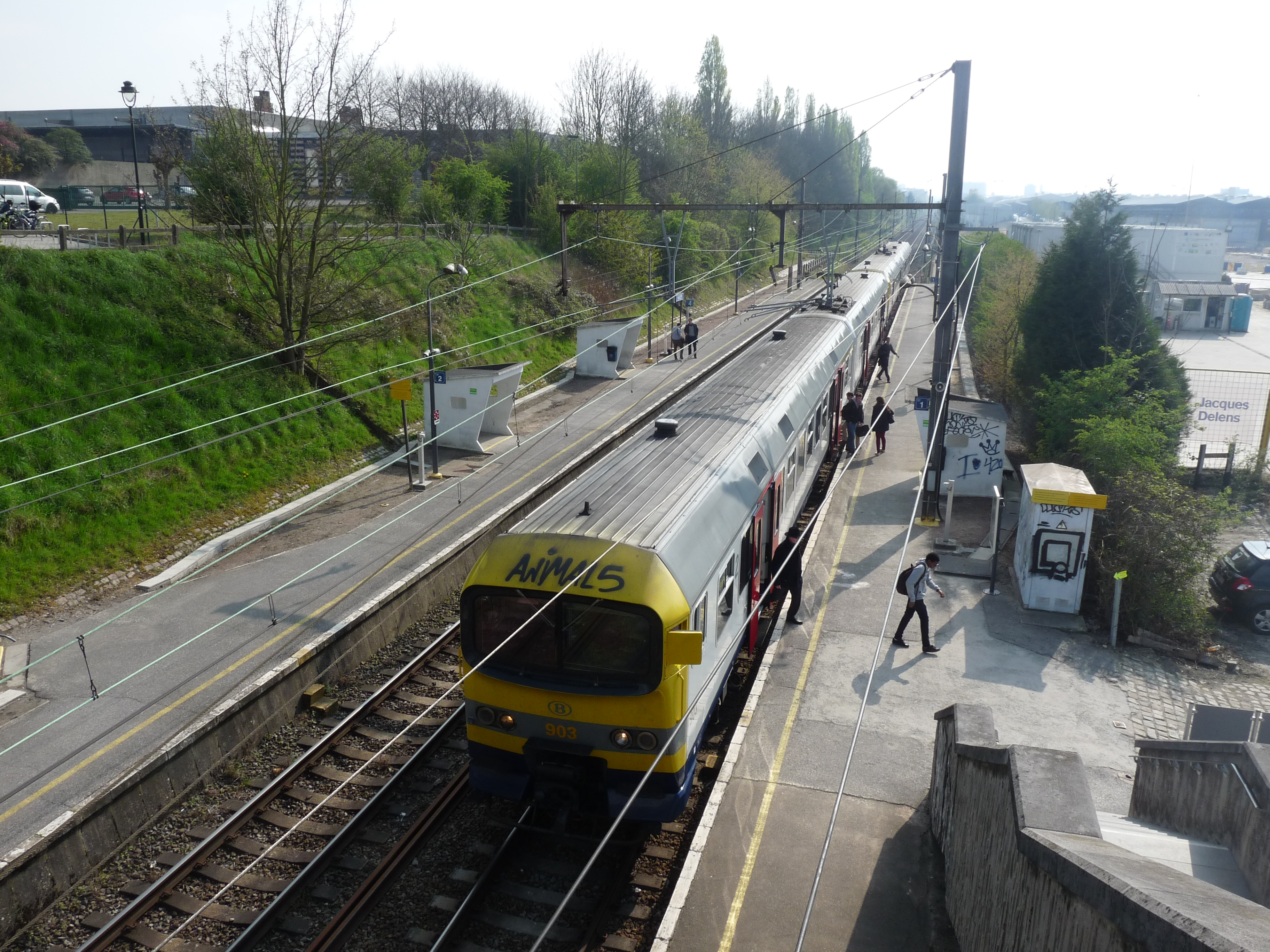
Arrivée d'un train.
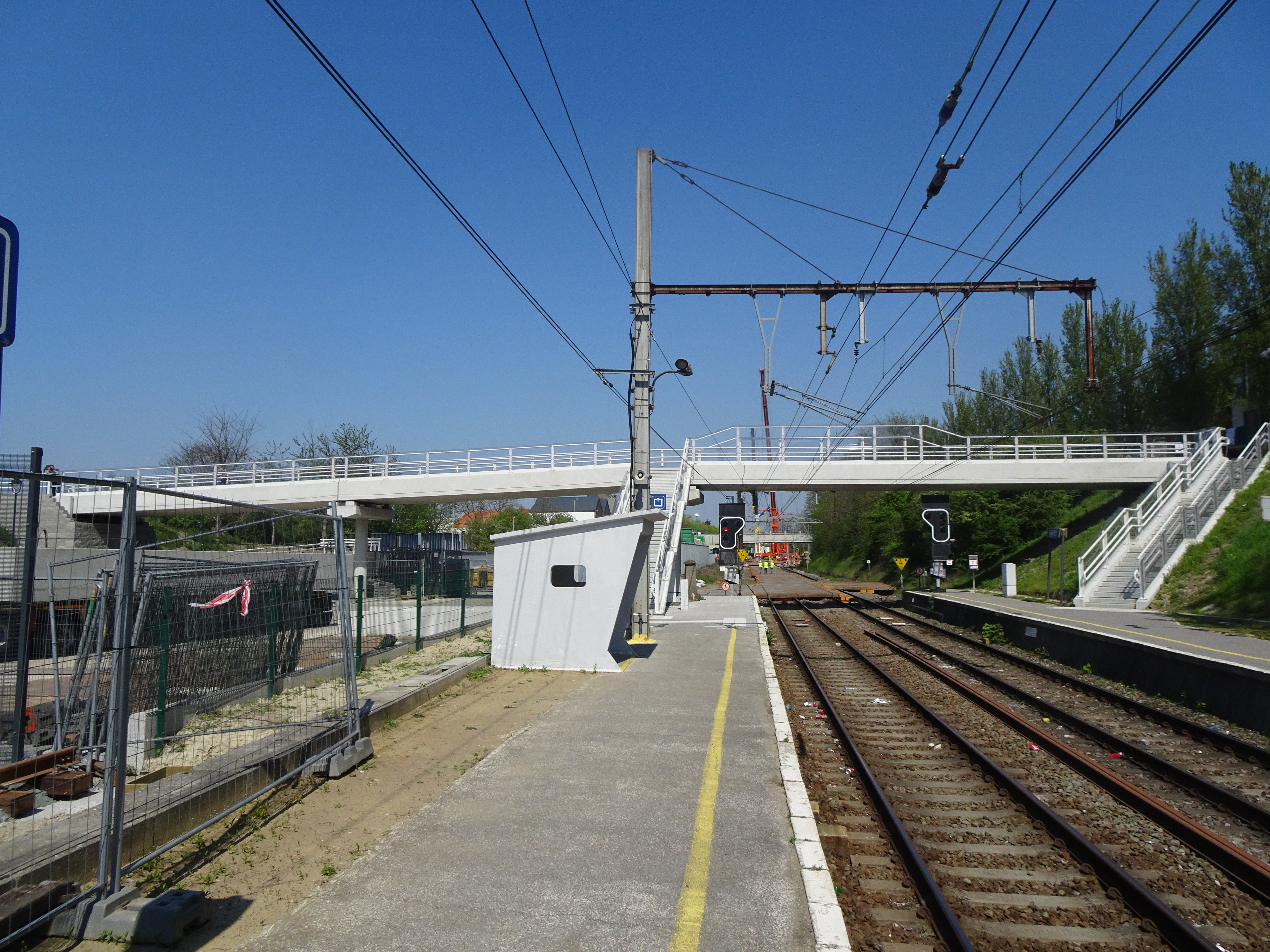
Nouvelle passerelle et agrandissement des installations de la STIB.
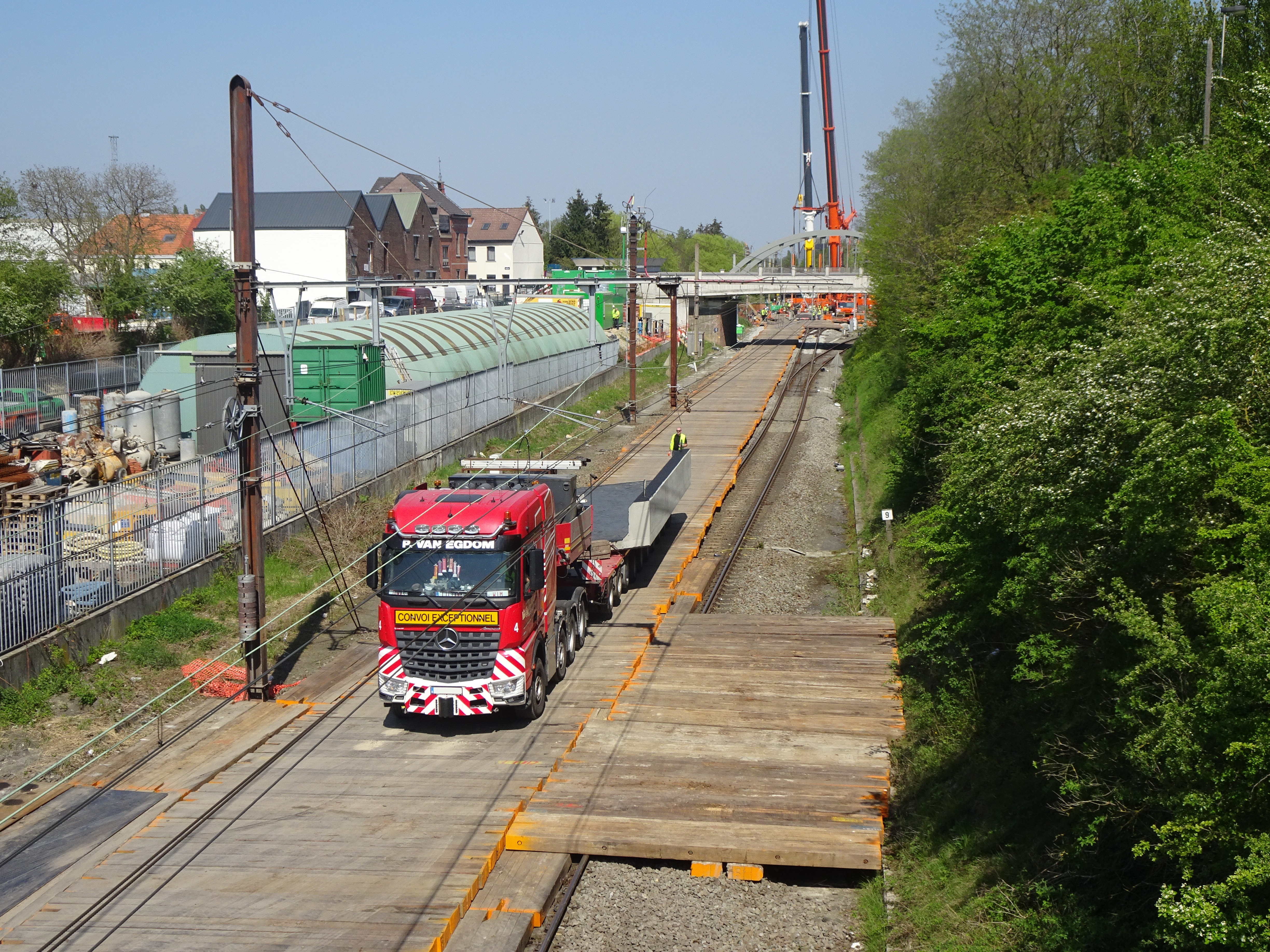
Mise en place des nouveaux tabliers de pont.
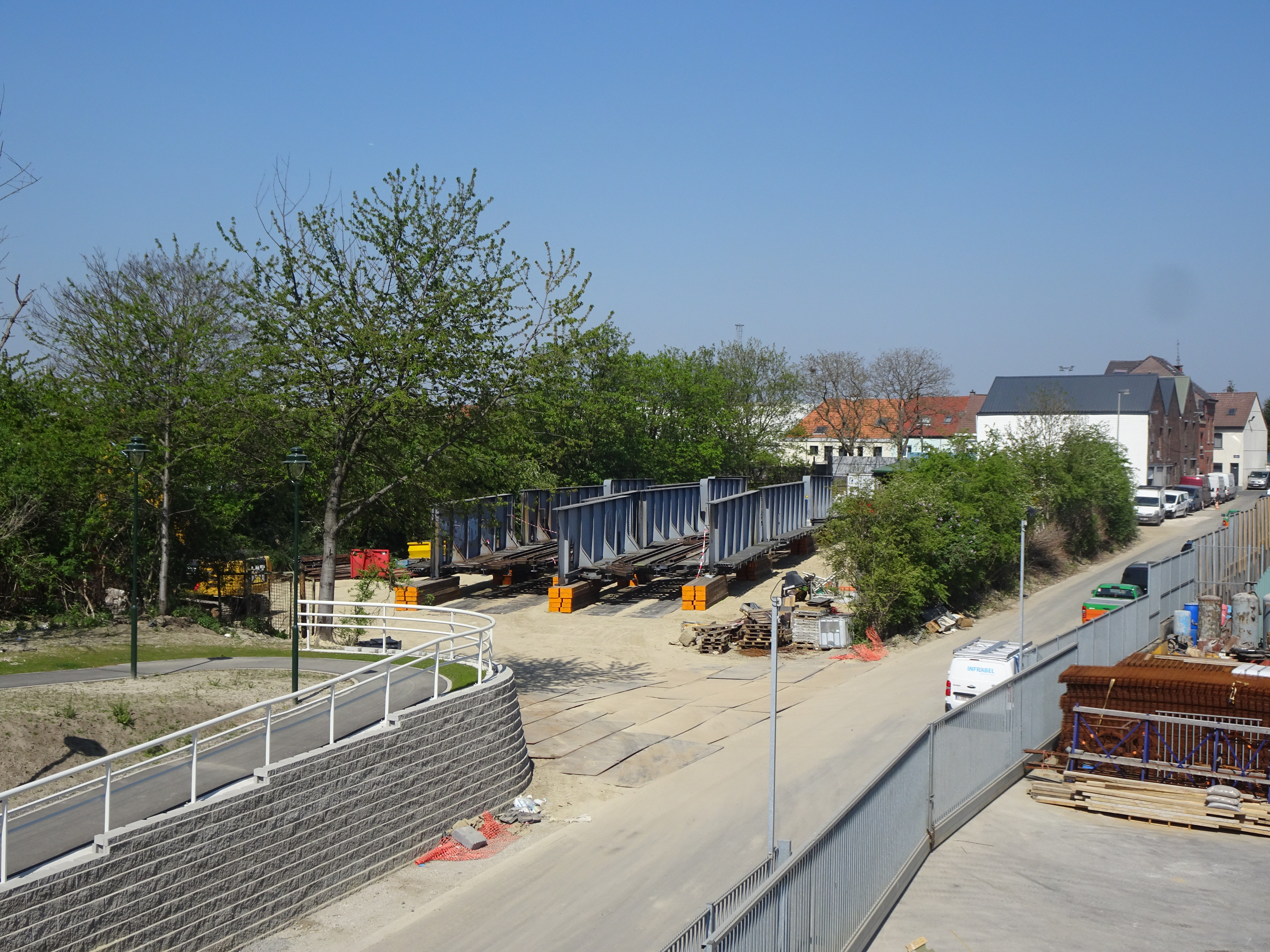
Anciens tabliers de pont stockés à côté de la gare de Haren.